# (39791) Jameshesser
(39791) Jameshesser est un astéroïde de la ceinture principale, de la famille de Hungaria.

## Description
(39791) Jameshesser est un astéroïde de la ceinture principale, de la famille de Hungaria. Il présente une orbite caractérisée par un demi-grand axe de 1,95 UA, une excentricité de 0,10 et une inclinaison de 23,6° par rapport à l'écliptique.

## Compléments